# Aéroport international de Çukurova
L'aéroport international de Çukurova (code IATA : COV • code OACI : LTDB) est un aéroport situé dans le district de Tarse, au cœur de la province de Mersin, dans le sud de la Turquie. Conçu principalement pour répondre aux besoins croissants de Mersin et de sa région, il dessert également les provinces voisines comme Adana et Osmaniye ainsi que l'ensemble de la région de Çukurova. L'aéroport a été construit pour offrir une alternative moderne à l'ancien aéroport d'Adana Şakirpaşa, limité par son emplacement en centre-ville et son incapacité à s'agrandir ou à se moderniser. Après la fermeture de l'aéroport d'Adana Şakirpaşa aux compagnies aériennes commerciales de passagers, de nombreuses compagnies aériennes ont redirigé leurs opérations vers le nouvel aéroport.

## Galerie

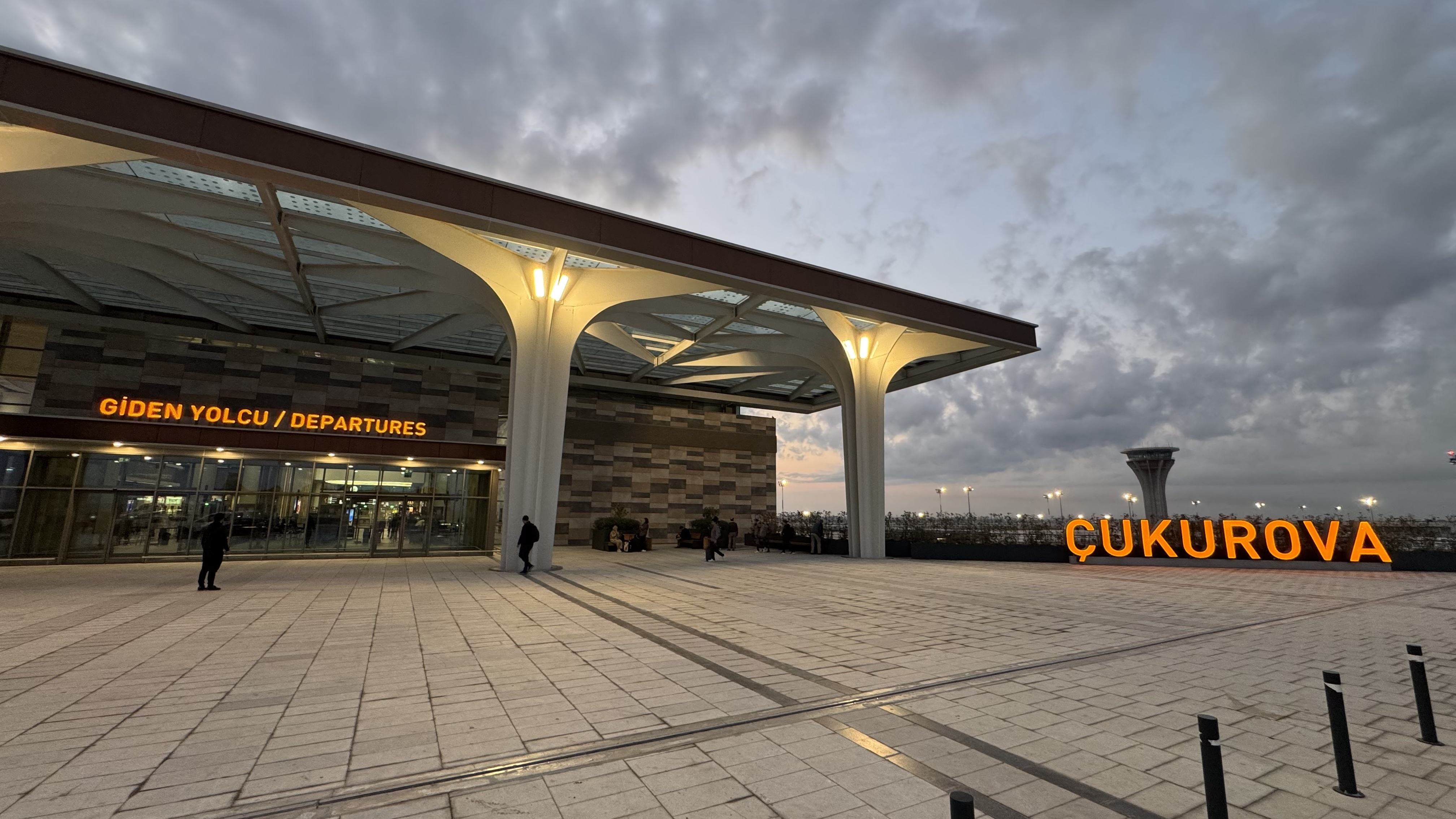
Mersin - Cukurova International Airport
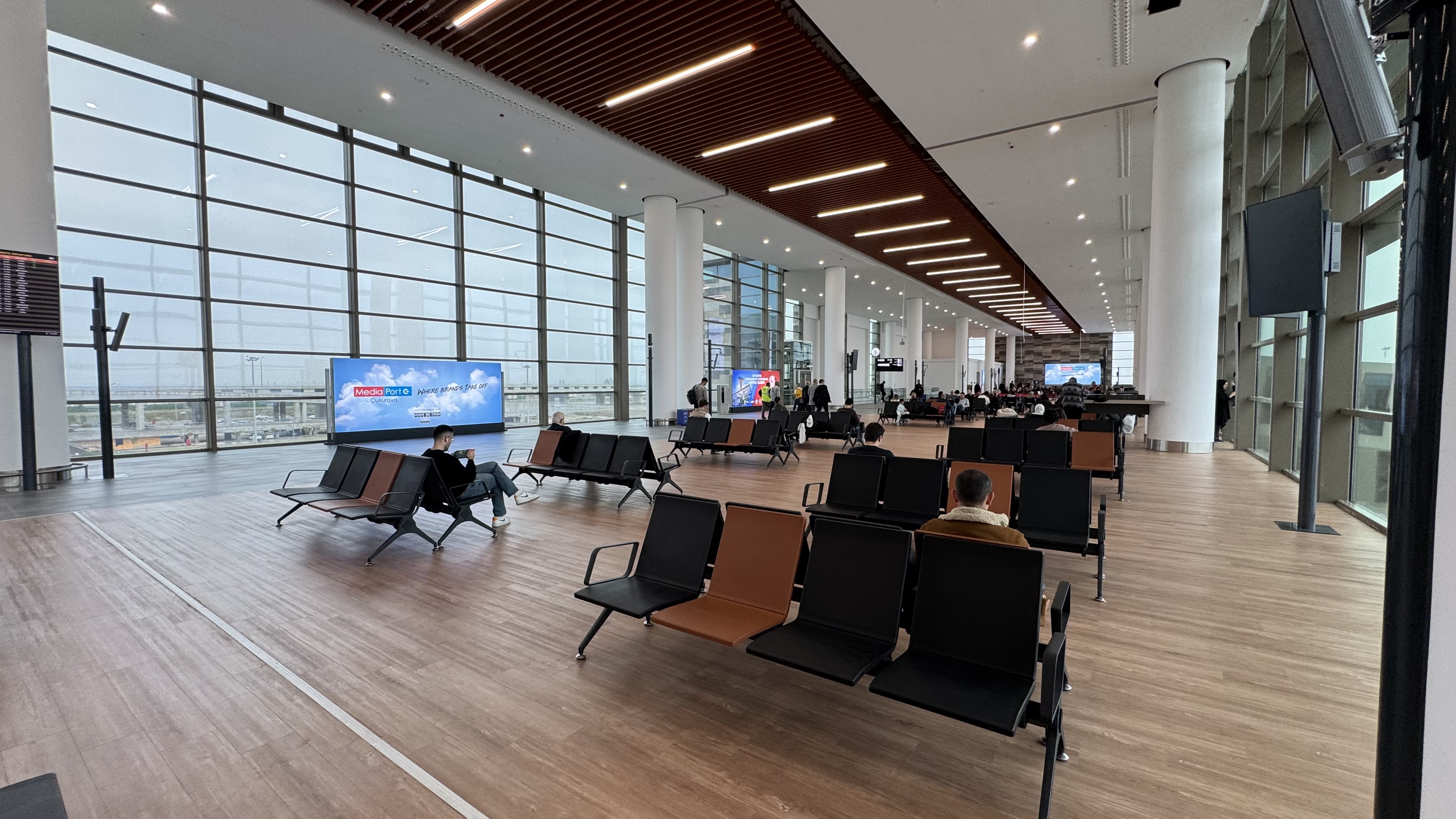
Mersin - Cukurova International Airport
Mersin - Cukurova International Airport
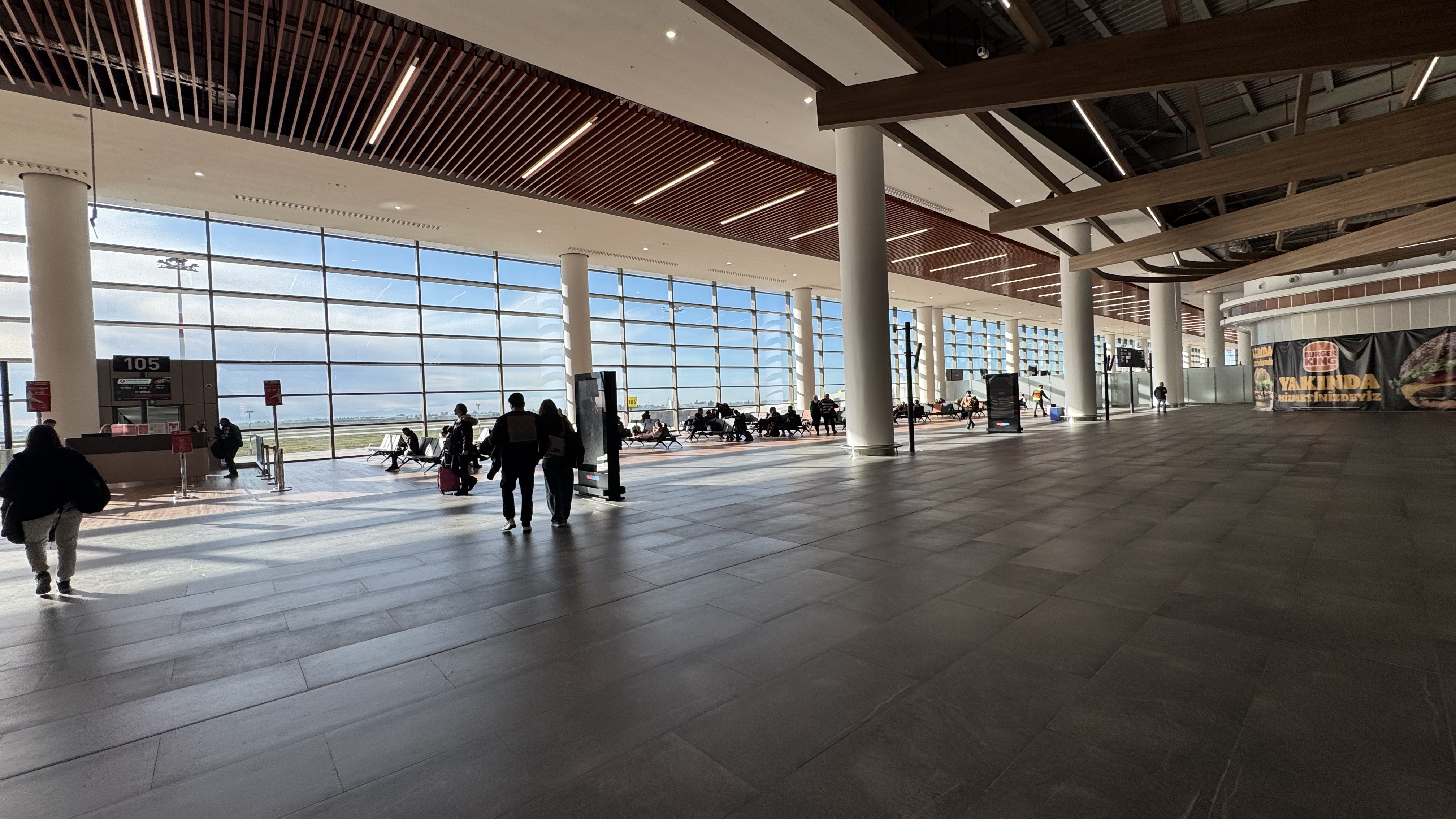
Mersin - Cukurova International Airport

## Fret aérien
Le terminal de fret situé dans l’Aéroport International de Çukurova est entré en service en 2025. Situé dans la province de Mersin, l'aéroport dessert principalement Mersin ainsi que les provinces environnantes de la région de Çukurova, notamment Osmaniye, Adana, Niğde et Hatay, pour les opérations logistiques d'exportation.
Exploité par Turkish Cargo, le terminal est le deuxième plus grand terminal de fret aérien de Turquie. Il dispose d'une capacité annuelle de traitement de 25 000 tonnes de fret et a été conçu de manière modulaire pour permettre une augmentation de sa capacité. Les zones de stockage et de réception des marchandises couvrent une superficie totale de 11 000 m2.
Depuis ce terminal, des produits à forte valeur ajoutée tels que des vaccins vétérinaires, des produits de la mer, des fruits et légumes frais, des fleurs coupées, des produits textiles et des pièces détachées pour navires sont expédiés vers 112 pays et plus de 200 destinations. Environ 44 % des marchandises traitées relèvent de la catégorie des cargaisons spéciales, contribuant ainsi de manière significative au volume du commerce extérieur de la région.